# Вулиця Костянтина Данькевича
Ву́лиця Костянти́на Даньке́вича — вулиця в Деснянському районі міста Києва, житловий масив Вигурівщина-Троєщина. Пролягає від вулиці Миколи Закревського до вулиці Оноре де Бальзака.
Прилучається проспект Червоної Калини.

## Історія
Вулиця виникла у 80-ті роки XX століття під назвою Нова А. Сучасна назва на честь українського композитора Костянтина Данькевича — з 1987 року. Забудова — з 1988 року.

## Установи та заклади
- Санітарно-епідеміологічна станція Деснянського району (буд. № 4).
- Київська муніципальна українська академія танцю імені Сержа Лифаря, Міський мистецький навчальний заклад «Натхнення», дитяча школа мистецтв № 7 (буд. № 4-А).
- Середня школа № 292 імені Івана Мазепи (буд. № 5).
- Гімназія № 283 (буд. № 13).